# The Massasauga Provincial Park
The Massasauga Provincial Park (engelska: Massasauga Park, Massasauga Provincial Park) är en park i Kanada.   Den ligger i provinsen Ontario, i den sydöstra delen av landet, 300 km väster om huvudstaden Ottawa. The Massasauga Provincial Park ligger 184 meter över havet.
Terrängen runt The Massasauga Provincial Park är platt. Trakten är glest befolkad. Närmaste större samhälle är Parry Sound, 16,5 km norr om The Massasauga Provincial Park. 